# Boarmia kidsicola
Boarmia kidsicola là một loài bướm đêm trong họ Geometridae.